# ENEOS
ENEOS（日语：／ eneosu */?），或譯為引能仕，是一家日本石油公司，隸屬於ENEOS控股旗下。其最早前身是1888年成立的「日本石油」，公司的直接前身則為1999年成立、2002年更名的「新日本石油」；經過多次的企業整併，於2017年整合為「JXTG能源」，2020年6月25日改為現名。主要业务是勘探进口、精炼、零售石油产品，目前是日本最大的石油販售業者。
其商號「ENEOS」係由「ENERGY」與希臘語「NEOS」（νέος）兩詞組合而成，誕生於2001年。

## 相關項目
- 日本の企業一覧 (石油・石炭製品)（日语：日本の企業一覧 (石油・石炭製品)）
- ENEOS控股
- 新日本石油（日语：新日本石油）
- 三菱石油
- ジャパンエナジー（日语：ジャパンエナジー）
- ENEOSネット（日语：ENEOSネット）（完全子会社で旧ジャパンエナジー系の販売子会社。社名変更前はJOMOネットだった。2015年7月1日付でENEOSフロンティアに吸収合併された）
- ENEOSフロンティア（日语：ENEOSフロンティア）（完全子会社で旧新日本石油系の販売子会社）
- ネクステージ（日语：ネクステージ (石油販売)）（三菱石油から続く三菱商事エネルギー（日语：三菱商事エネルギー）とJXエネルギーの合弁会社）
- T-POINT（日语：T-POINT）

## 外部鏈結
- ＥＮＥＯＳ （日語）